# Max Pauly
Max Johann Friedrich Pauly (nascut l'1 de juny del 1907 a Wesselburen (Dithmarschen) i mort el 8 d'octubre del 1946 a Hameln) era un SS-Standartenführer i criminal de guerra. En la seva darrera funció era comandant del Camp de concentració de Neuengamme a Alemanya durant el nazisme.
És fill d'un boteguer de paraments de casa. Va continuar els negocis familials a la mort de son pare el 1928. El mateix any va afiliar-se al partit nazi NSDAP i la SA. El 1930 es casà i passà a la SS (matrícula 5.448). La parella tingué cinc fills. La seva carrera va ser fulminant: el 27 de gener 1932, encara abans la machtergreifung va ser promogut SS-Untersturmführer, el 1933 Hauptsturmführer i el 1934 Sturmbannführer. El 1936 va esdevenir SS-Führer titular i va dirigir divisions (Standarts) a Rendsburg i a Danzig-Praust, càrrecs que va mantenir cap a la fi de la Segona Guerra Mundial. El 1939 va participar en el massacre de 1400 pacients psiquiàtrics i poc després va ser promogut responsable de tots els camps de concentració del corredor polonès.

## Després de la guerra
Després de la guerra va ser acusat per un tribunal militar britànic durant els judicis de la Casa Curio. Va ser condemnat a mort el 3 de maig 1946, per la seva complicitat al massacre de l'Escola del Bullenhuser Damm i altres crims contra la humanitat durant el seu mandat de responsable en cap del camp de concentració de Neuengamme.
Va ser executat el 8 d'octubre del 1946 a la presó d'Hameln.